# Guduginakoppa, Sorab
Guduginakoppa là một làng thuộc tehsil Sorab, huyện Shimoga, bang Karnataka, Ấn Độ.